# San Sebastiano (Venedig)

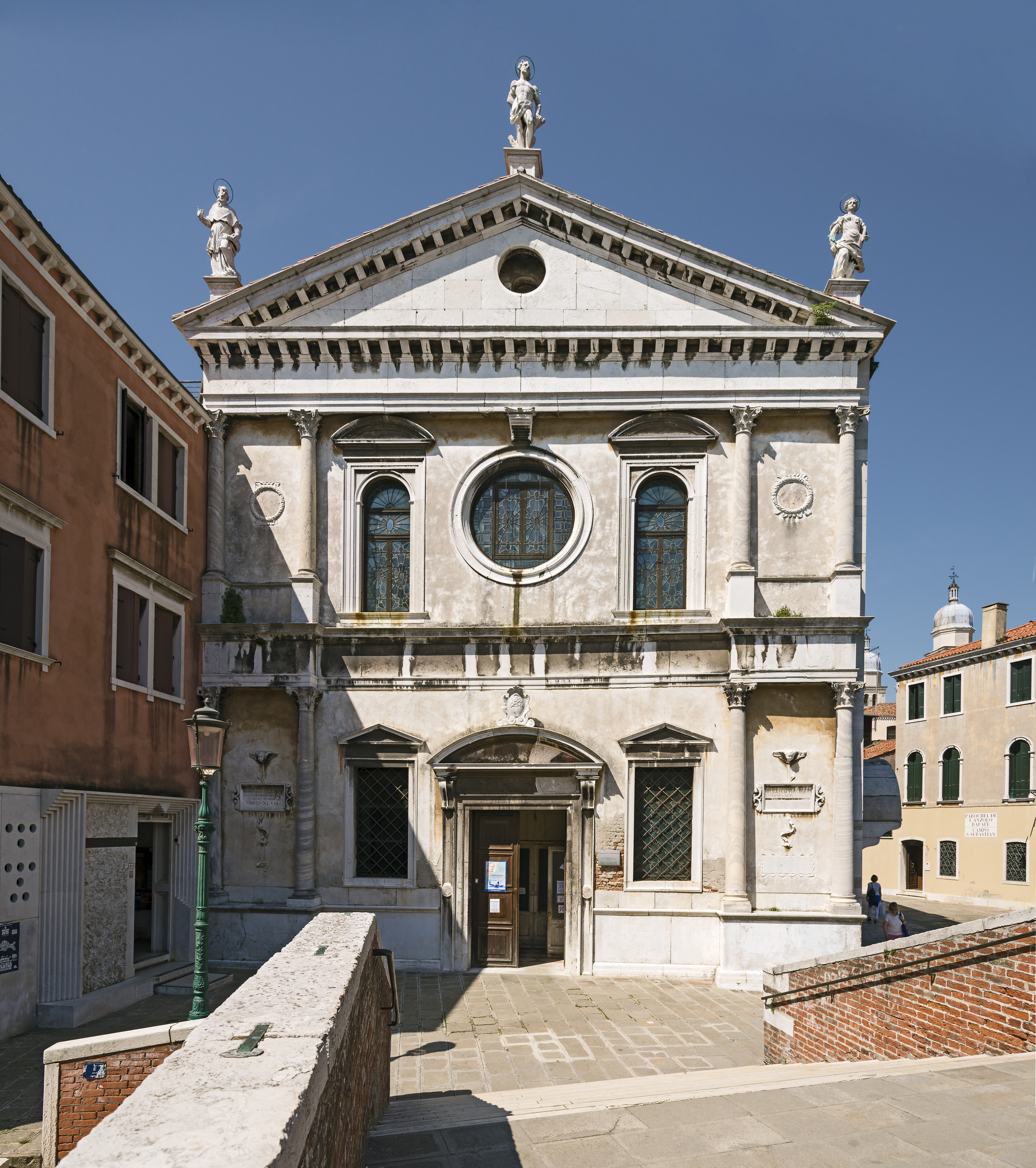
Die Kirche mit dem Eingang

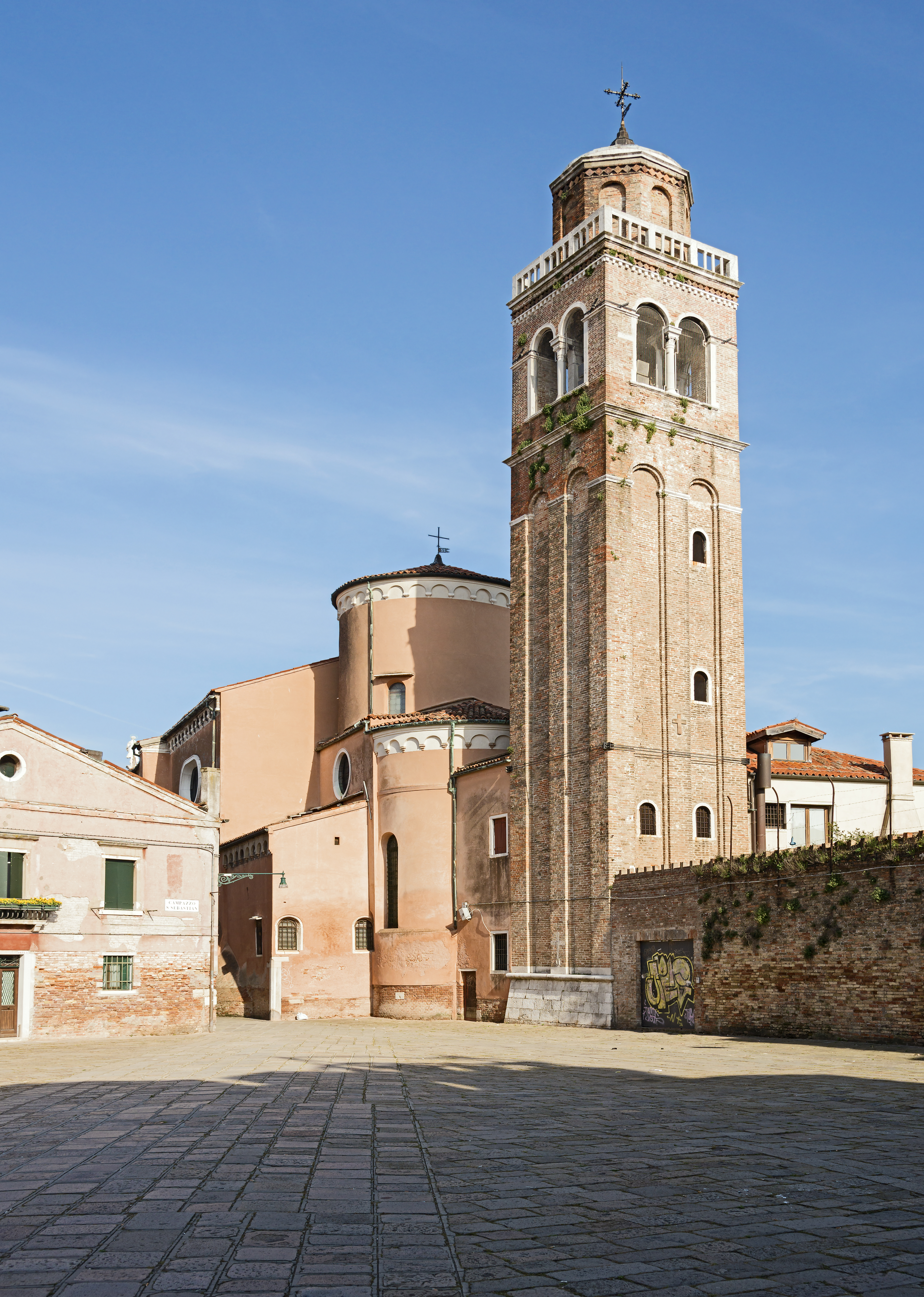
Glockenturm und Apsis.

San Sebastiano ist eine Kirche im venezianischen Sestiere Dorsoduro. Sie birgt einen beträchtlichen Teil des Lebenswerks Paolo Veroneses. In der Kirche befinden sich auch Plastiken von Alessandro Vittoria sowie links vor dem Seitenaltar Veroneses Grabstätte.

## Geschichte
Im Jahr 1396 gründeten die Eremitenmönche des Heiligen Hieronymus auf der Insel Angelo Raffaele ein kleines Kloster und ein Armenhaus. Ebenfalls entstand ein kleines Oratorium, welches um 1450 durch eine größere Kirche ersetzt wurde.
Bevor die heutige Innenausstattung begonnen werden konnte, entspann sich ein langer Streit, in dessen Mittelpunkt die beiden albanischen Priester Niccolò Franco und Girolamo Messio standen. Im Kern ging es dabei um den Besitz von Santa Felicita di Romano, ein Priorat in Treviso. Schnell entwickelte sich dieser Streit zu einem Konflikt zwischen Venedig und Rom um die Frage des Rechts, kirchliche Ämter zu besetzen. Dabei wurde die albanische Seite vom Papst, insbesondere von Paul III. unterstützt. Erst 1553 konnten sich die Parteien einigen und sogleich konnte Paolo Veronese seinen Bilderzyklus beginnen, der unter diesen Bedingungen einen sehr viel engeren Zusammenhang zu den Kämpfen Skanderbegs gegen das Osmanenreich erhält, Kämpfe, in denen in Venedig Girolamo Messio im Mittelpunkt stand, der mittels öffentlich angehefteter Zettel die Streitigkeiten publik machte.
Unter Napoleon wurde das Kloster 1810 geschlossen. Das Kloster wurde danach als Zweigstelle von San Trovaso und später von Angelo Raffaele wiedereröffnet und teilweise abgetragen, bis schließlich das Gebäude von der Universität Venedig genutzt wurde.

## Der heutige Kirchenbau
Im Jahr 1505 wurde von Antonio Abbondi, genannt Lo Scarpagnino, ein größerer Neubau entworfen, der 1546 vollendet wurde. Scarpagninos Bau ist ein in den Formen der Renaissance errichteter Ziegelbau. Die zweistöckige Fassade ist vollständig mit istrischem Marmor mit sparsamen Ornamenten verkleidet und wird von einem Dreiecksgiebel gekrönt. Die Kirche ist zum Kanal hin ausgerichtet, ihr Campanile wurde zwischen 1544 und 1546 erbaut. 
Die Kirche ist ein eher unkonventioneller Saalbau, der an drei Seiten mit Emporen ausgestattet ist. Der Raum wird durch zwei Querarme querschiffartig erweitert. Das quadratische Presbyterium wird durch drei Bögen vom Langschiff getrennt. Von den drei nebeneinanderliegenden Chorkapellen ist die mittlere durch eine runde Apsis und eine Kuppel mit Tambour ausgezeichnet.

## Der Gemäldezyklus Paolo Veroneses

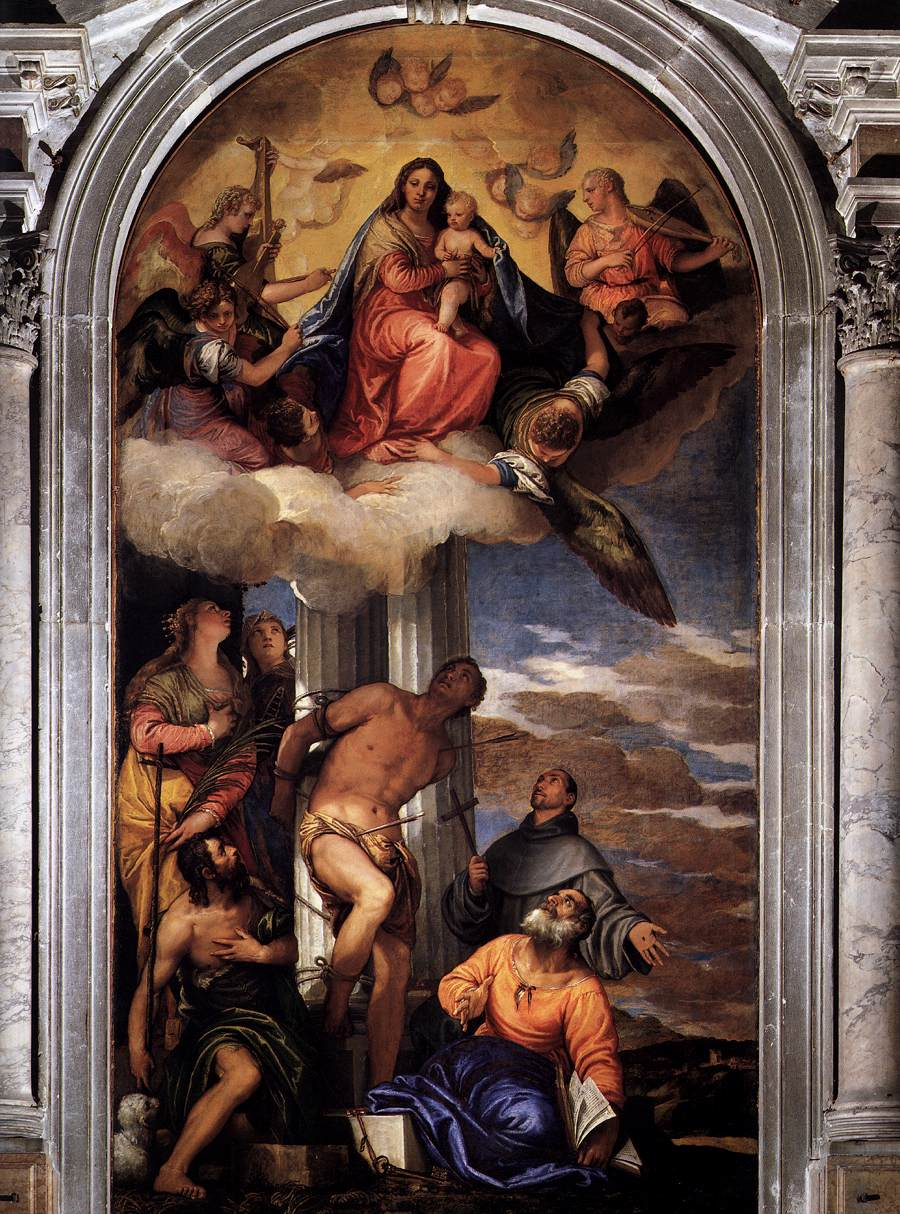
Altarbild von Paolo Veronese in San Sebastiano, Venedig

Berühmt ist San Sebastiano wegen der Ausstattung durch Bilder Veroneses, die zu seinen Meisterwerken gezählt werden. Der Innenraum wird von seinen in den Jahren zwischen 1555 und 1570 ausgeführten Gemäldezyklen geprägt. In die geschnitzte und vergoldete Decke des Langhauses sind seine auf Leinwand gemalten Bilder mit den Themen: Triumph des Mardochai, Verstoßung der Waschti und Ester wird von Ashaver gekrönt eingefügt.
Der Hochaltar wurde zwischen 1559 und 1562 gebaut. Das dort integrierte Altarbild ist ein Spätwerk Veroneses. Dargestellt wird eine thronende Madonna mit den Heiligen Petrus, Katharina von Alexandria und Franziskus. Das Kuppelfresko mit einer Marienkrönung, ebenfalls von der Hand Veroneses, ist nicht erhalten. 
Die Decke der Sakristei wurde ebenfalls von ihm ausgestattet, eine der Putten in den Eckfeldern trägt eine Tafel mit dem Datum der Vollendung des Deckenbildes, dem 22. November 1555. Das Hauptbild der Decke ist eine Marienkrönung, die in vier Trabantenbildern von den Evangelisten mit ihren Symbolen begleitet wird. Die Bilder über dem einfachen Chorgestühl in der Sakristei sind Werkstattarbeiten.

## Ausstattung
Die Orgel wurde 1763 von dem Orgelbauer Nicolò Moscatelli erbaut. Das Instrument hat ein Manualwerk. Das Pedalwerk ist angehängt. Die Register sind links und rechts des Spieltisches angeordnet.
| Linke Registerreihe (Concerto) |     |
| Voce Umana                     |     |
| Fluta reale                    |     |
| Ottavino                       | (D) |
| Viola                          | (B) |
| Viola                          | (D) |
| Fagotto                        | (B) |
| Trombe                         | (D) |

| Rechte Registerreihe (Ripieno) |     |
| Principali                     | (B) |
| Principali                     | (D) |
| Ottava                         | (B) |
| Ottava                         | (D) |
| Quintadecima                   |     |
| Decimanona                     |     |
| Vigesimaseconda                |     |
| Ottave di Contrabassi          | (P) |
| Tamburo al pedale              | (P) |

- Anmerkungen

(B), (D) = Bass- bzw. Diskant-Register
(P) = Register auf Pedalumfang beschränkt